# Будей (Тараклийски район)
Будей (на молдовски: Budăi) е село, разположено в Тараклийски район, Молдова.

## Население
Населението на селото през 2004 година е 1020 души, от тях:
- 363 – молдовани (35,58 %)
- 203 – българи (19,90 %)
- 196 – украинци (19,21 %)
- 145 – руснаци (14,21 %)
- 101 – гагаузи (9,90 %) – тюркоезични българи
- 1 – румънец (0,10 %)
- 11 – други националности или неопределени (1,08 %)